# Puro-sangue inglês

Cavalo Puro-sangue inglês, 1887

O puro-sangue inglês (PSI, em inglês:  thoroughbred) é uma raça de cavalos originária da Inglaterra. Sua principal utilização, devido à sua grande velocidade e estâmina, é em competições esportivas como o turfe (corridas) e o hipismo.
O puro-sangue inglês foi desenvolvido durante os séculos XVII e XVIII na Inglaterra, pelo cruzamento de éguas locais com garanhões árabes e berberes, muitas vezes trazidos das campanhas militares na Ásia. A necessidade da melhora do desempenho em pistas dos animais existentes nas ilhas britânicas derivou do gosto popular crescente pelas competições, originalmente restritas às propriedades rurais para distração dos landlords (senhores de terras).

## Origens
Há três origens dos cavalos orientais que contribuíram na formação da raça:
- o cavalo árabe ou turco (Equus caballus aryanus).
- a sub-raça Nedjed do centro do deserto do Saara.
- o barbo, berbere, mongólico ou mongol (Equus caballus africanus) originário da Ásia central, levado para a África antes do árabe.

## Garanhões-base

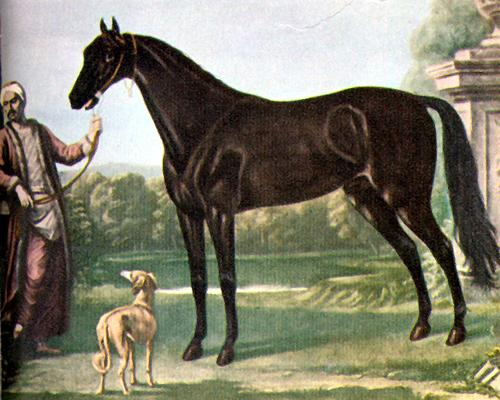
Byerly Turk.

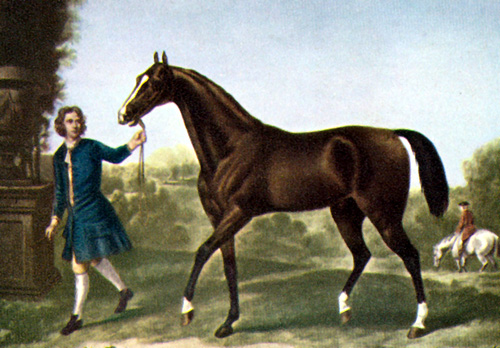
Darley Arabian.

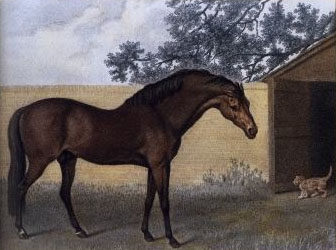
Godolphin Barb(ou Arabian).

Costuma-se dizer que as linhagens masculinas descendem fundamentalmente de três garanhões base:
- Byerley Turk, ou linha paterna de seu descendente Herod (King Herod).
- Darley Arabian ou linha paterna de seu descendente Eclipse. É o ramo mais numeroso nos dias atuais.
- Godolphin Barb (também chamado Godolphin Arabian) ou linha paterna de seu descendente Matchem.

Os nomes destes cavalos referiam-se aos nomes dos proprietários: Capitão Byerley, Thomas Darley e Lord Godolphin, respectivamente.
Atualmente prevalece largamente a linha paterna de Darley Arabian com mutações adaptativas provavelmente ocorridas  em seu descendente Eclipse, o filho deste Pot-8-os ou o neto deste, Waxy.

### Royal Mares
Ao redor das éguas da realeza, as Royal Mares, circulam muitos mitos. Pesquisas informaram que por volta de 1660, éguas nativas britânicas eram servidas por reprodutores germânicos e espanhóis, cujas filhas cuidadosamente selecionadas retornavam ao plantel de matrizes. Durante o reinado de Charles II foram introduzidos cavalos orientais, substituindo os garanhões europeus, por serem mais resistentes e velozes. As éguas britânicas , germânicas e espanholas foram servidas com tais cavalos orientais e passaram a formar a linhagem das Royal Mares.

### Pelagem tordilha
Um cavalo tordilho necessariamente tem um de seus progenitores também tordilho, e os garanhões base não eram tordilhos. O aparecimento da pelagem tordilha nos thoroughbred deve-se às linhas maternas descendentes de tordilhos que foram cruzadas com os três garanhões base . 
O tordilho originário mais referido é Alcock's Arabian, através de Crab, cuja mãe descendia do também tordilho Fairfax Morocco Barb (também chamado Old Morocco Barb) .

## Famílias maternas e a Teoria de Bruce Lowe
O australiano Bruce Lowe, em 1895, teve sua obra “Breeding Racehorses by the Figures System” postumamente publicada, na qual estuda famílias maternas existentes à época. Cada família materna é composta pelos descendentes de uma mesma égua base. Classifica e numera as famílias de acordo com o número de vitórias de seus descendentes nas provas clássicas do turfe inglês reservadas aos 3 anos: como Derby Stakes, Oaks Stakes, e Saint Leger. As famílias de nº 1 até a de nº 15 comportavam 70 % dos vencedores destas provas. Observou que umas famílias poderiam gerar bons vencedores e bons reprodutores e outras famílias poderiam gerar animais sem virtudes (chamadas outsiders) .
Mais tarde, pelo estudo do General Stud Book, o número de famílias inglesas foi expandido por outros autores. E criaram-se as famílias norteamericana, australiana-neozelandeza (chamada colonial), argentina, polonesa. Também surgiram as famílias half-bred, com éguas base de meio sangue, e de outras origens. Com o passar do tempo, as famílias inglesas tornaram-se muito grandes e foram subdivididas tomando por base éguas mais recentes com letras minúsculas (1a, 1b, 2a, etc...). As famílias norte-americanas são grafadas como A1, etc...as coloniais C1, etc.., as argentinas Ar1, etc., as half-bred B1, etc..
Hoje estuda-se esta teoria à luz da genética. , .

## Gene da velocidade
Foi descoberto o gene associado a uma mutação da miostatina, presente em famílias de cavalos muito velozes..

## Registros
A origem e características de cada animal thoroughbred são registradas por organismos denominados Stud Book. O primeiro Stud Book foi criado na Inglaterra em 1793.
Os thoroughbreds tem, para fins de inscrição em corridas (enturmação), suas datas de mudança de idade convencionadas: os nascidos no hemisfério norte, cumprem anos em 1 de janeiro; os nascidos no hemisfério sul o fazem em 1 de julho.
O primeiro puro-sangue  nascido no Brasil (em 1874)  que tornou-se reprodutor registrado no antigo stud book nacional tinha o nome do país :  Brasil.